# Parastasia tanaensis
Parastasia tanaensis är en skalbaggsart som beskrevs av Yuiti Wada 2003. Parastasia tanaensis ingår i släktet Parastasia och familjen Rutelidae. Inga underarter finns listade i Catalogue of Life.